# Molí del Sindicat
El Molí del Sindicat és una obra d'Alcarràs (Segrià) protegida com a Bé Cultural d'Interès Local.

## Descripció
Molí medieval situat sota del carrer Major. L'accés es fa a través d'un edifici unifamiliar, que al segle XXI encara conserva el nom de cal Sindicat. Les voltes de pedra es troben en molt bon estat de conservació. Està situat a poc menys d'un metre de profunditat del carrer Major, i al costat de la séquia al segle XXI canalitzada.